# Nisqually Indian Community, Washington
Nisqually Indian Community, Washington (енгл. Nisqually Indian Community) насељено је место без административног статуса у америчкој савезној држави Вашингтон.

## Демографија
По попису из 2010. године број становника је 575, што је 13 (-2,2%) становника мање него 2000. године.
| Група             | 2000.       | 2010.       |
| Белци             | 155 (26,4%) | 141 (24,5%) |
| Афроамериканци    | 8 (1,4%)    | 6 (1,0%)    |
| Азијати           | 4 (0,7%)    | 6 (1,0%)    |
| Хиспаноамериканци | 33 (5,6%)   | 44 (7,7%)   |
| Укупно            | 588         | 575         |